# Silnice II/283
Silnice II/283 je silnice druhé třídy spojující Turnov v okrese Semily se Starou Pakou-Ústím v okrese Jičín.

## Vedení silnice
Turnov - Mírová pod Kozákovem - Radostná pod Kozákovem-Lestkov - Tatobity - Košťálov - Libštát - Bělá - Stará Paka-Ústí.
Silnice II/283 se kříží se silnicí II/282, se silnicí II/284, se silnicí II/289 a končí křížením se silnicí II/284.
Délka silnice včetně peáží je 30,5 km.

## Vodstvo na trase
V Turnově a v Loktuši kříží potok Stebenka, ve Slané kříží Hořenský potok. Od křižovatky se silnicí II/289 vede až do svého konce podél říčky Oleška, kterou několikrát kříží.

## Fotogalerie

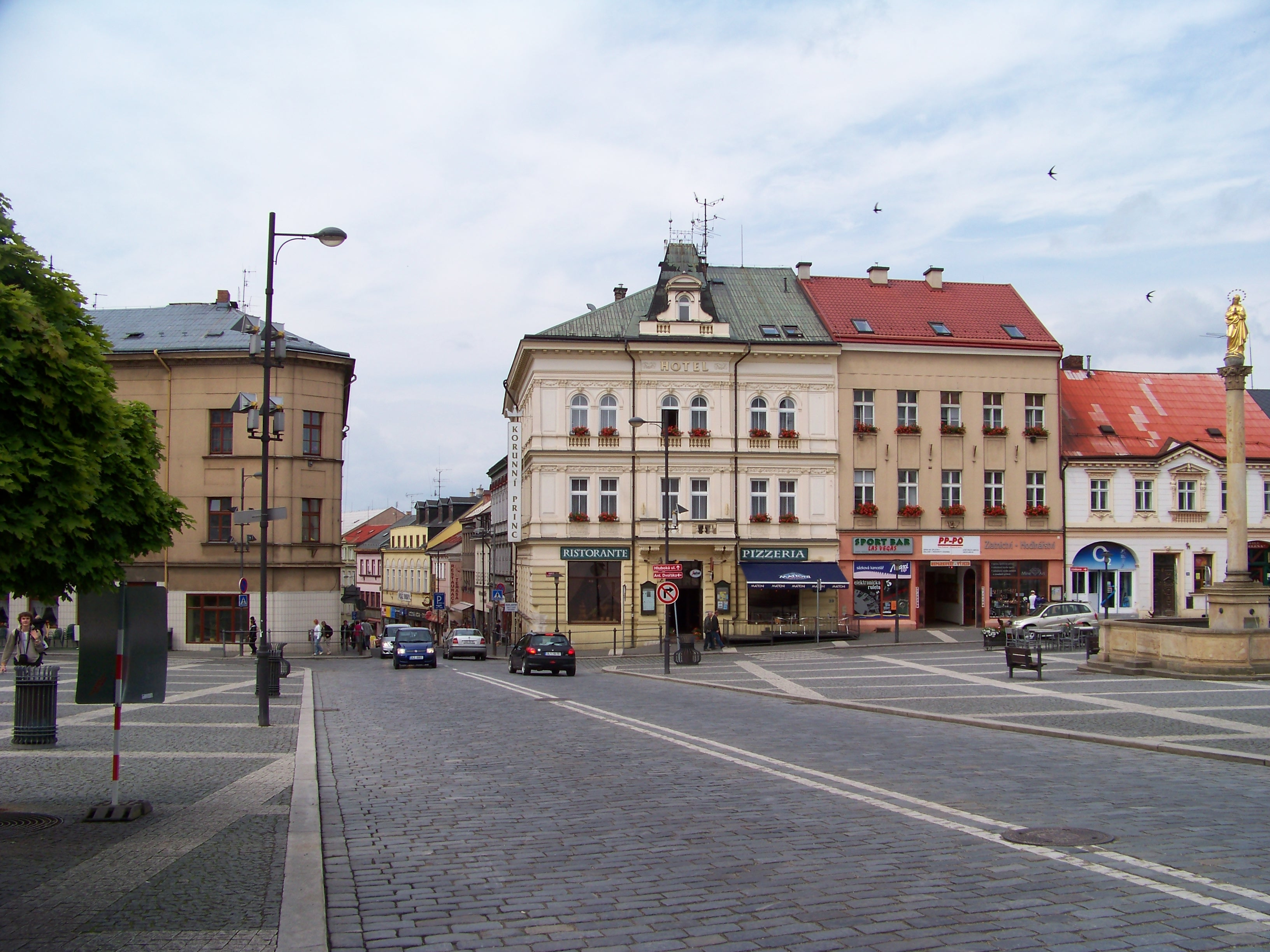
Silnice II/283 prochází Turnovem přes Náměstí Českého ráje
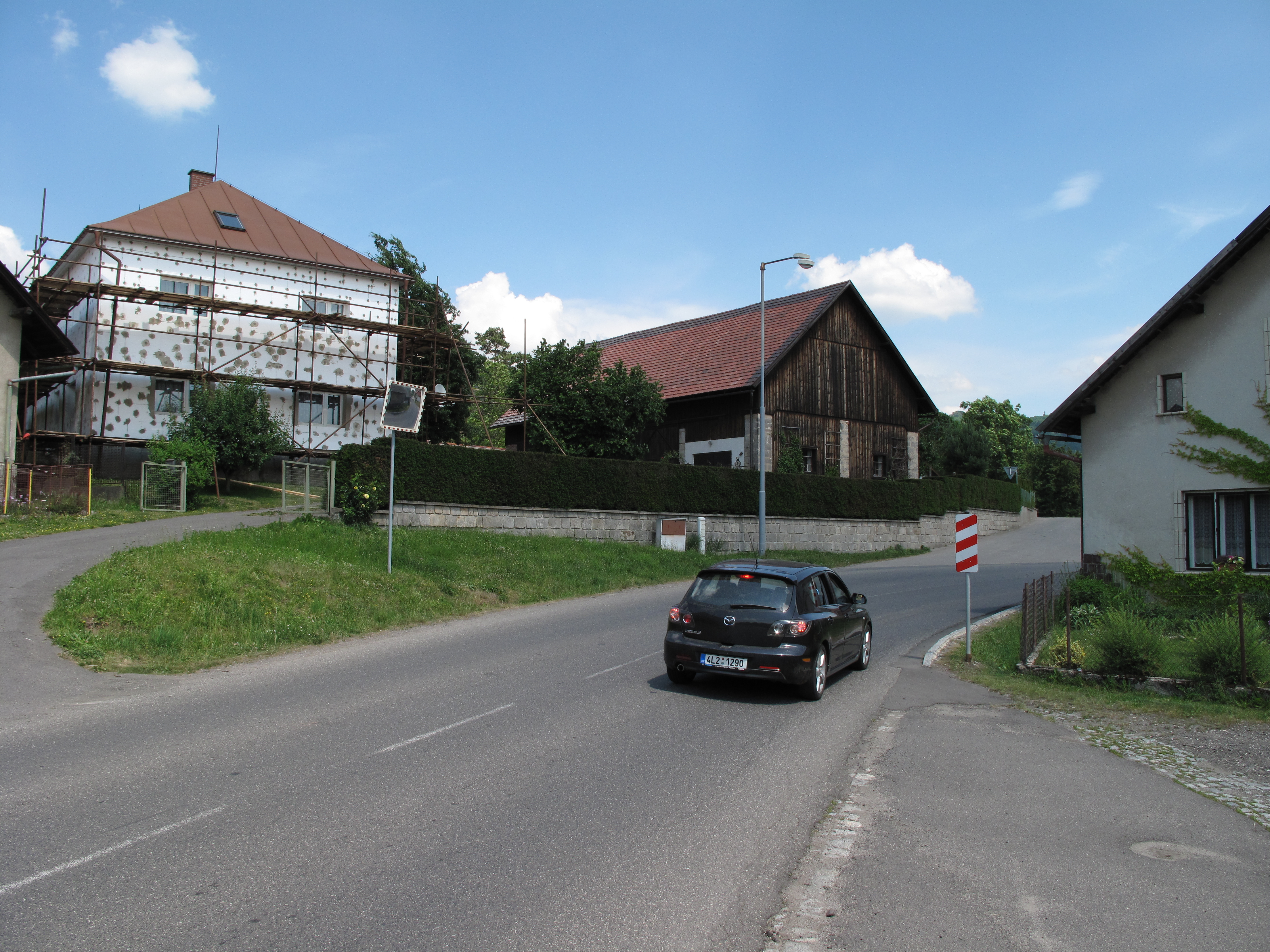
Silnice II/238 v Lestkově